# Scyphidium namiyei
Scyphidium namiyei är en svampdjursart som först beskrevs av Isao Ijima 1898.  Scyphidium namiyei ingår i släktet Scyphidium och familjen Rossellidae. Inga underarter finns listade i Catalogue of Life.